# Скарига (Бакау)
Скарига (рум. Scăriga) насеље је у Румунији у округу Бакау у општини Ливези. Oпштина се налази на надморској висини од 251 m.

## Становништво
Према подацима из 2002. године у насељу је живело 554 становника, од којих су сви румунске националности.